# Arrondissement di Arles
L'arrondissement di Arles è un arrondissement dipartimentale della Francia situato nel dipartimento delle Bocche del Rodano, nella regione della Provenza-Alpi-Costa Azzurra.

## Storia
Fu creato nel 1817, in seguito allo spostamento della sede della sottoprefettura da Tarascon (sede dal 1800) ad Arles.

## Composizione
L'arrondissement è composto da 29 comuni raggruppati in 5 cantoni:
- cantone di Arles
- cantone di Châteaurenard
- cantone di Pélissanne
- cantone di Salon-de-Provence-1
- cantone di Salon-de-Provence-2

| Controllo di autorità | VIAF (EN) 125479074 |